# Ōda

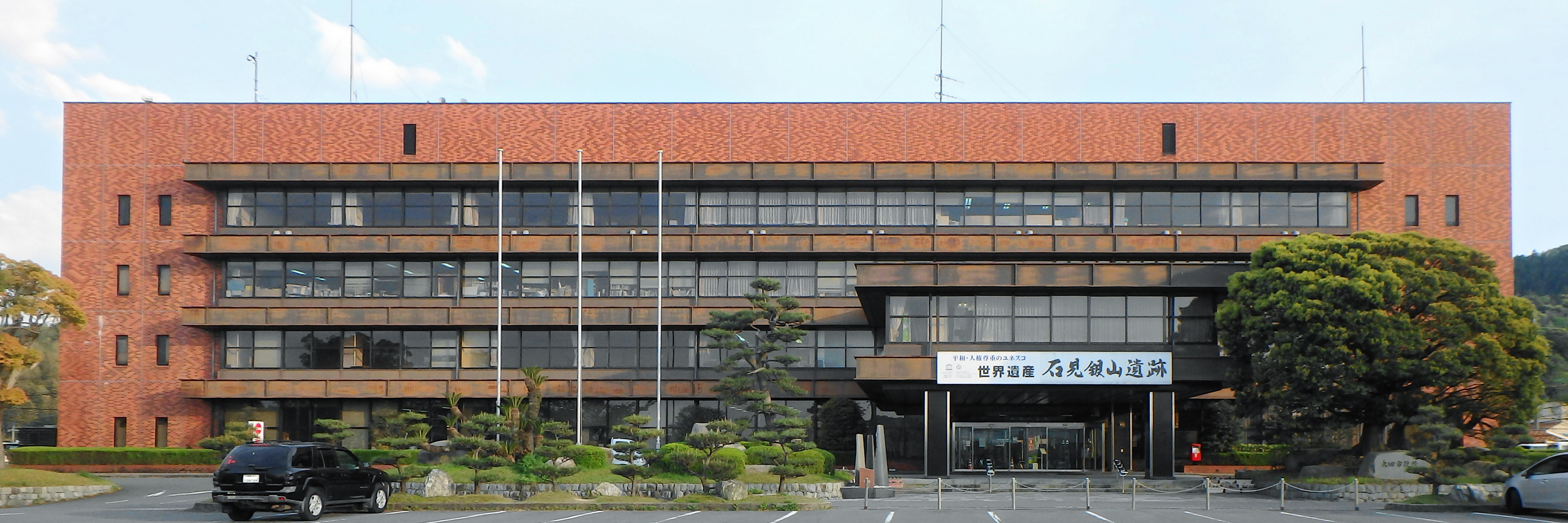
Ajuntament d'Ōda

Ōda (大田市, Ōda-shi) és una ciutat i municipi de la prefectura de Shimane, a la regió de Chūgoku, Japó. La ciutat és coneguda per les mines d'Iwami Ginzan, lloc Patrimoni de la Humanitat per la UNESCO.

## Geografia
La ciutat d'Ōda es troba localitzada a la part central de la prefectura de Shimane, limitant amb la mar del Japó al nord i els monts de Chūgoku. El mont Sanbe, de 1.126 metres i part del parc nacional de Daisen-Oki, és un doble volcà de la zona volcànica de Hakusan i es troba sud-est de la ciutat. El terme municipal d'Ōda limita amb els d'Izumo a l'est; amb Iinan, Kawamoto i Misato al sud i amb Gōtsu a l'oest.

## Història
La majoria del terme municipal d'Ōda va pertànyer a l'antiga província d'Iwami i una xicoteta porció a la província d'Izumo fins a la restauració Meiji. La zona fou un punt de trobada estratègic entre tres importants camins: el de San'in, el d'Izumo i el de Bingo. Com a resultat d'això, nombrosos llogarets comercials es van formar a la zona.
L'1 d'octubre de 2005, les viles de Nima i Yunotsu, ambdues del ja desaparegut districte de Nima, van fussionar-se amb la ciutat d'Ōda. Amb això, el districte de Nima es va dissoldre.

## Administració

### Alcaldes
- Kōji Tahara (1953-1969)
- Tsunenari Hayashi (1969-1985)
- Ryōzō Ishida (1985-1989)
- Kunihiko Kumagai (1989-2005)
- Sōichi Takegoshi (2005-2017)
- Hirokazu Kajino (2017-present)

## Demografia
| 1920   | 1930   | 1940   | 1950   | 1960   | 1970   | 1980   |
| ------ | ------ | ------ | ------ | ------ | ------ | ------ |
| n/a    | n/a    | n/a    | n/a    | 66.021 | 51.475 | 49.570 |
| 1990   | 2000   | 2010   | 2020   | 2030   | 2040   | 2050   |
| 47.291 | 42.573 | 38.069 | 32.528 | -      | -      | -      |

## Transport

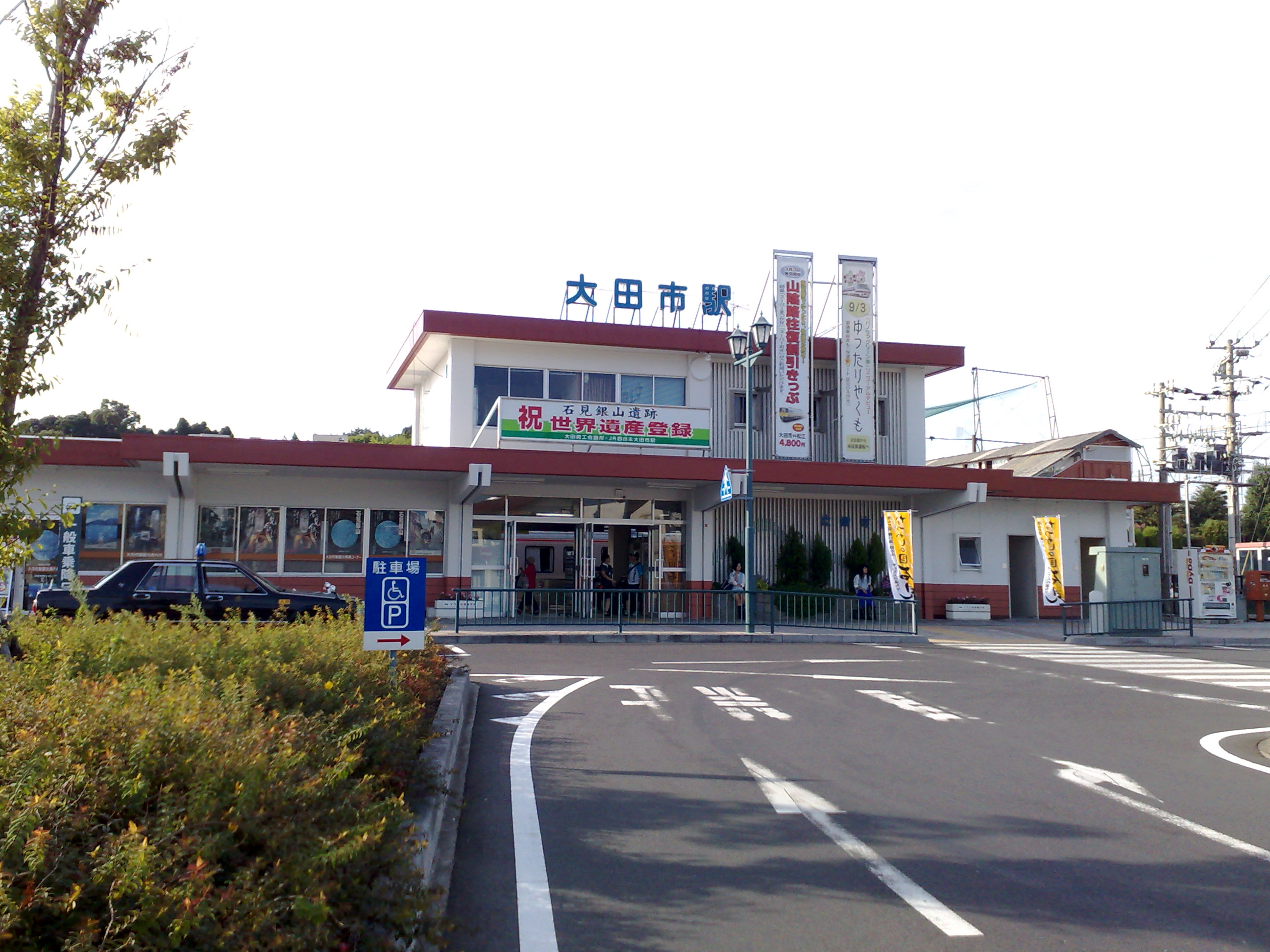
Estació d'Ōda-shi

### Ferrocarril
- Companyia de Ferrocarrils del Japó Occidental (JR West)
  - Hane - Kute - Ōdashi - Shizuma - Isotake - Nima - Maji - Yusato - Yunotsu - Iwami-Fukumitsu

### Carretera
- Autopista de San'in
- Nacional 9 - Nacional 375
- Xarxa de carreteres prefecturals de Shimane

## Agermanaments
- Daejeon, Chungcheong del Sud, Corea del Sud. (14 de novembre de 1987)
- Kasaoka, prefectura d'Okayama, Japó. (14 d'abril de 1990)